# Centre de Production Rai de Milan
 (décembre 2019).
Si vous disposez d'ouvrages ou d'articles de référence ou si vous connaissez des sites web de qualité traitant du thème abordé ici, merci de compléter l'article en donnant les références utiles à sa vérifiabilité et en les liant à la section « Notes et références ».
Le Centre de Production Rai de Milan (en italien Centro di produzione Rai di Milano) est l'un des quatre centres de production Rai avec Rome, Turin et Naples et l'une des 21 directions régionales du réseau Rai 3, émettant sur la région de la Lombardie et basée à Milan.
Il a deux sièges, l'historique en Corso Sempione, 27 et l'autre en rue Mecenate, 76 près de l'aéroport de Milan-Linate.

## Histoire
Le 3 janvier 1954 quand le Rai commence la programmation nationale italienne.
Le Centre de Production Rai de Milan est créé en 1952.

## Émissions du siège Corso Smpione

### Émissions national
- TG Sport Giorno
- Tour in diretta
- Tour Replay
- La Domenica Sportiva Estate
- Tour de France 2019 - Anteprima Tour
- Radiocorsa
- Tour di sera
- Overtime
- La Domenica Sportiva
- L'altra DS (2018/2019)
- TV Talk
- Per un pugno di libri
- Calcio totale
- Generazione giovani
- Quelli che il calcio
- Quelli che... dopo il TG
- TG3 (édition de 12h00)
- TGR Piazza Affari
- TGR Piazza Affari
- TG Sport (édition de 13h30)

### Émissions régionales
- TGR Lombardia : toute l'actualité régionale diffusée chaque jour de 14h00 à 14h20, 19h30 à 19h55 et 00h10
- TGR Meteo : météo régionale, remplacé par Rai Meteo Regionale le 3 juin 2018
- Buongiorno Regione (en français « Bonjour Région ») : toute l'actualité régionale diffusée chaque jour du lundi au vendredi de 7h30 à 8h00 ; n'est pas diffusé en été.

### Radio
- Rai Radio 1: Gazzettino Padano, Giornale Radio Rai
- Rai Radio 2: Caterpillar, Caterpillar AM
- Rai Radio 2: Condor, Sumo, L'altro lato
- Rai Radio 2: Catersport
- Rai Radio 3: Prima pagina, Giornale Radio Rai
- Rai Radio 3: Piazza Verdi
- Rai Radio 2: Dispenser, Fegiz Files, Tutti i colori del giallo
- Rai Radio 2: Babylon
- Rai Radio 3: La stanza della musica

### Anciennes émissions
- Fantastico
- L'Italia sul 2
- La grande notte
- Glob
- L'eredità
- Il sabato della DS

## Émissions de rue Mecenate
- Che fuori tempo che fa
- Speciale Giro d'Italia 2020: presentazione Giro d'Italia
- Un'estate fa
- Che tempo che fa
- Le parole della settimana
- Cyrano
- Detto fatto
- télépromotion
- 20 anni che siamo italianiù
- Portobello
- Ora o mai più
- Stasera casa Mika
- The Voice of Italy

### Anciennes émissions
- L'Isola dei Famosi
- Music Farm
- Francamente me ne infischio avec Adriano Celentano